# Kathrin Nicklas
Kathrin Nicklas (* vmtl. 1960) ist eine ehemalige deutsche Fußballspielerin und -trainerin.

## Spielerkarriere

### Vereine
Nicklas, in Sangerhausen in Sachsen-Anhalt aufgewachsen, begann mit sechs Jahren im hiesigen Leitungszentrum mit der Leichtathletik, den sie bis zum Ende ihrer Schulzeit ausübte. Fußballspielen in der gemischten Gruppe aus Jungen und Mädchen diente dem Aufwärmen und weckte nach und nach ihre Leidenschaft, sodass sie auch in der Freizeit immer gemeinsam mit Jungen gekickt hat.
Nach der Berufsausbildung 1979 nach Berlin gelangt und im Deutschen Fecht-Verband der DDR fortan tätig, schloss sie sich einem Handballverein an, um weiterhin sportlich aktiv zu bleiben; Fußball war auch hier Aufwärmspiel. 1981 von einer Arbeitskollegen mit zum Fußball bei der BSG Kabelwerk Oberspree Berlin genommen, wurde sie aktive Spielerin dieser Betriebssportgemeinschaft. Im Zuge der Wende wurde diese dann vom 1. FC Union Berlin übernommen und spielte zunächst noch in der erstklassigen NOFV-Oberliga, in der Saison darauf in der zweitklassigen Regionalliga Nordost und von 1992 bis 1997 in der drittklassigen Verbandsliga Berlin.

### Nationalmannschaft
Nicklas gehörte dem Kader der DDR-Nationalmannschaft, die am  9. Mai 1990 im Potsdamer Stadtteil Babelsberg gegen die Nationalmannschaft der ČSFR vor etwa 800 Zuschauern mit 0:3 verlor; eingesetzt wurde sie jedoch nicht.

## Erfolge
- Dritter der DDR-Meisterschaft 1985, Vierter 1987, 1988
- DFV-Pokal-Finalist 1988
- Meister der Verbandsliga Berlin 1994, 1995
- Berliner Meister 1985, 1986, 1987, 1988

## Trainerkarriere
Das bereits während ihrer aktiven Laufbahn gewachsene Interesse an eine Trainertätigkeit schloss sie mit der Trainerlizenz ab. Von 1997 bis 2004 trainierte sie die Frauen des 1. FC Union Berlin, deren größter Erfolg die Verbandsmeisterschaft Berlin 2001 und der damit verbundene Aufstieg in die NOFV-Regionalliga im Mai 2001 gewesen ist.

## Sonstiges
Nach der Wiedervereinigung bewarb sie sich beim BFV, für den sie seit dem 11. Oktober 1990 als Sachbearbeiterin tätig ist.
Seit 1984, seinerzeit noch in der DDR, engagierte sie sich ehrenamtlich für den Frauen- und Mädchenfußball; darüber hinaus auch als Trainerin der weiblichen U 13-Auswahlmannschaft des Verbandes. Sie trainierte u. a. kurioserweise drei Zwillingspärchen: Sylvie und Nicole Banecki sowie Monique und Isabel Kerschowski in der Vorbereitung für die U20-WM 2008 in Chile sowie Katja und Dina Orschmann dann in der Vorbereitung für die U20-WM 2016 in Papua-Neuguinea.
Ferner ist sie im Verband in erster Linie im Referat Events & Soziales tätig und weiterhin für den Ausschuss Frauen- und Mädchenfußball sowie den Jugendausschuss.
Sie betreute viele Jahre lang die Kinder des Rahmenprogramms im Zusammenhang mit den Pokalfinalspielen in Berlin. Seit 2007 gehört sie den Gremien des DFB und NOFV im Ausschuss Frauen- und Mädchenfußball an.